# … och alla dessa kvinnor
… och alla dessa kvinnor är en svensk dramakomedifilm från 1944 i regi av Arne Mattsson. I huvudrollerna ses Arnold Sjöstrand och Sonja Wigert.

## Handling
Axel och Margit har precis gift sig, men Axel börjar genast uppvakta andra kvinnor. Han utvecklas till en internationell sol-och-vårare.

## Om filmen
Filmen beskrevs som en modern komedi vid premiären den 13 november 1944 på biograf Royal vid Kungsgatan i Stockholm.

## Rollista[1]
- Arnold Sjöstrand – Axel Skönman
- Sonja Wigert – Margit
- Stig Järrel – Gunnar Skönman, Axels bror
- Irma Christenson – Ingegärd Skönman, Gunnars hustru
- Marguerite Viby – Dagmar
- Gudrun Brost – Mrs. Gordon-Brewster
- Marianne Löfgren – grevinnan de Chaufrésnes
- Karin Kavli – Harriet Hjorth
- Ester Roeck-Hansen – advokat
- Bojan Westin – Mimi
- Thor Modéen – Lärkengren
- Vera Valdor – sedelförfalskande konstnär
- Hilding Gavle – hennes rumänske vän
- Tollie Zellman – modehusföreståndare
- Rudolf Wendbladh – fransk advokat
- Anders Nyström – Axel som pojke